# Józef Goldtmann
Józef Joachim Goldtmann (ur. 21 marca 1782 w Wejherowie, zm. 27 marca 1852 w Sandomierzu) – duchowny rzymskokatolicki, biskup pomocniczy kujawsko-kaliski w latach 1838–1844, biskup diecezjalny sandomierski w latach 1844–1852

## Życiorys
Seminarium duchowne ukończył w Łowiczu i po święceniach kapłańskich 22 czerwca 1806 został proboszczem w Zgierzu i Kowalu. W 1824 został mianowany kanonikiem kapituły katedralnej we Włocławku, a w 1825 także oficjałem i archidiakonem włocławskim.
17 września 1838 został prekonizowany na biskupa tytularnego Carystus i biskupa pomocniczego diecezji kujawsko-kaliskiej. Sakrę biskupią przyjął 18 listopada 1838 w Warszawie.
25 stycznia 1844 został mianowany biskupem diecezjalnym diecezji sandomierskiej. Zarządzanie diecezją rozpoczął 14 kwietnia 1844. W diecezji prowadził działalność duszpasterską, przejawiając troskę o rozwój życia religijnego wiernych i duchowieństwa. Był lojalny wobec władz zaborczych.
Za zasługi dla uprzemysłowienia Królestwa Polskiego otrzymał Order Świętego Stanisława.